# Cour d'appel de Metz

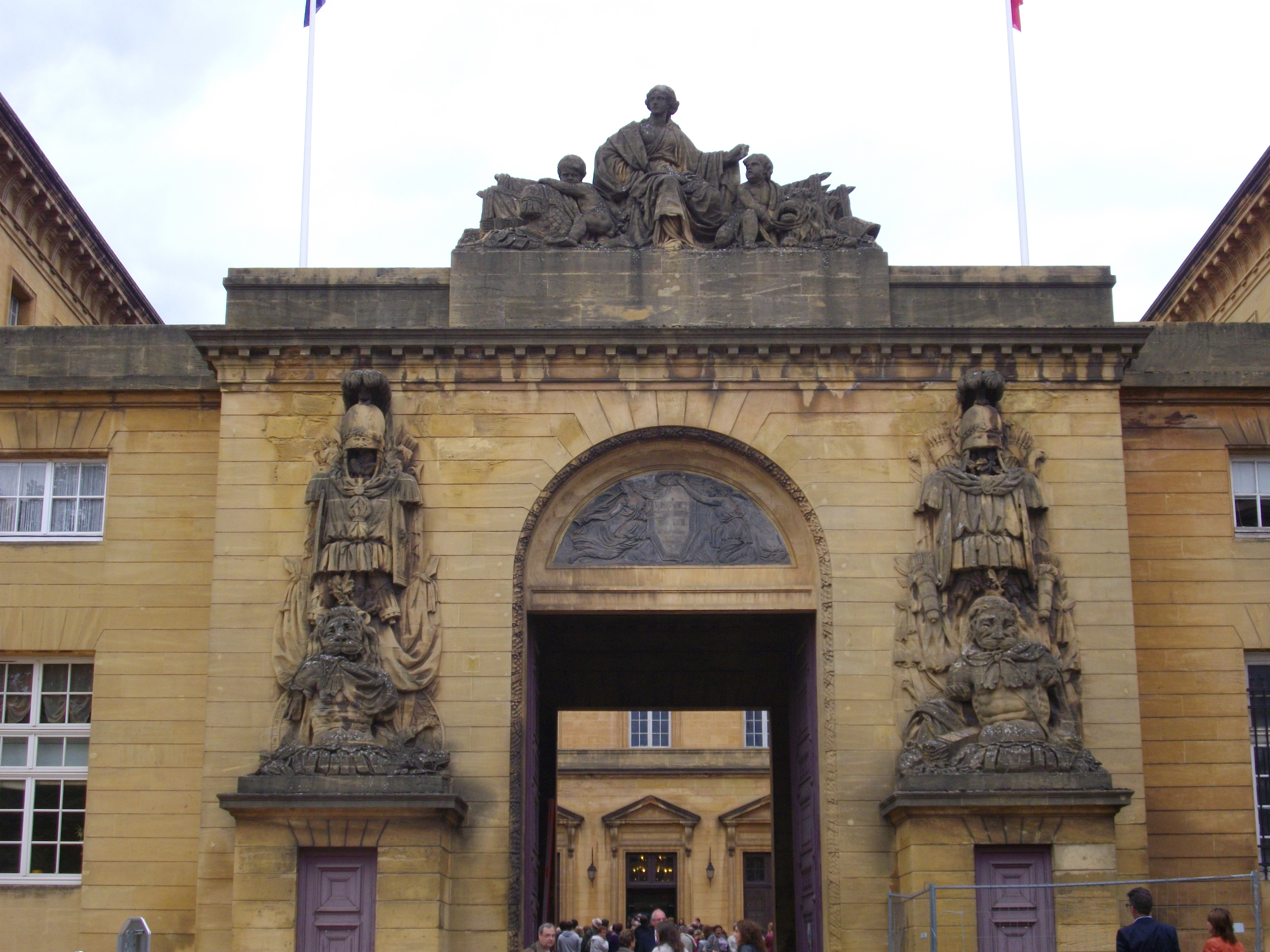
Entrée du palais de justice où siège la Cour d'appel de Metz.

La cour d'appel de Metz est la seule juridiction d'appel qui, en France métropolitaine, connaisse les affaires venant des tribunaux d'un seul département, celui de la Moselle, sauf lorsqu'elle est saisie en tant que juridiction de renvoi après une  cassation. 
Elle avait été supprimée lors de l'annexion de 1871. Elle a été restaurée en 1973.
Elle est située au Palais de justice de Metz dans le quartier Metz-Centre. Étant située dans un bâtiment historique qui ne dispose d'aucune rampe d'accès pour les personnes handicapées, elle n'est donc pas accessible aux personnes à mobilité réduite.

## Tribunaux du ressort
| Moselle | - Metz - Sarreguemines - Thionville | - Metz - Saint-Avold - Sarrebourg - Sarreguemines - Thionville |